# Gavin Hall
Gavin Hall (4 september 1994) is een Amerikaanse golfer. 

## Amateur
Gavin speelt linkshandig. Op zijn 17de verjaardag won hij het Junior Players Championship op de Stadium Course van TPC Sawgrass.
Hij ging in januari 2013 studeren aan de Universiteit van Californië - Los Angeles (UCLA). Binnen twee maanden besloot hij dat hij zich aan de westkust niet thuis voelde en stapte over naar een universiteit in Texas. Op 3 juni 2013 won hij het kwalificatietoernooi op de Mendon Golf Club en plaatste zich voor het US Open. 

## Gewonnen
- 2011: Junior Players Championship
- 2012: Ping Invitational

## Teams
- Junior Ryder Cup: 2012